# مصفوفة طورية

في نظرية الهوائيات، تعرف المصفوفات الطورية بأنها هوائيات مصفوفة تضبط فيها أطوار الإشارات التي تغذي الهوائيات بحيث يقوى نمط الإشعاع المؤثر للهوائي في اتجاه مراد وينخمد في الاتجاهات الأخرى. وقد تكون العلاقة بين أطوار الهوائيات ثابتة، كما هو الحال في مصفوفات الأبراج، أو قد تكون متغيرة، مثلما هو الحال في توجيه الشعاع.

## تاريخ
عُرض إرسال المصفوفات الطورية أول مرة بواسطة حائز جائزة نوبل كارل فرديناند براون الذي استعرض الإرسال المعزز لموجات الراديو في اتجاه واحد. وخلال الحرب العالمية الثانية، قام الحائز على جائزة نوبل أيضًا لويس ألفاريز باستخدام إرسال المصفوفات الطورية في نظام رادار موجه باضطراد من أجل الهبوط المتحكم به أرضيًا، وهو نظام معين لعملية هبوط الطائرات. وفي نفس الوقت، قامت GEMA الألمانية ببناء Mammut 1. وقد استخدم هذا النظام لاحقًا في علم الفلك الراديوي وهو ما حمل أنتوني هويش ومارتن رايل إلى جائزة نوبل في الفيزياء بعد تطوير عدد من المصفوفات الطورية في جامعة كامبريدج. استخدم هذا التصميم أيضًا في الرادارات.
السعة النسبية للتأثيرات البناءة والهدامة بين الإشارات التي تبثها الهوائيات الفريدة تحدد نمط الإشعاع للمصفوفة. ويمكن استخدام المصفوفة الطورية في الحصول على نمط إشعاع ثابت، أو لمسح سمتي أو علوي. وكانت شركة طائرات هيوز أول من عرض إمكانية المسح السمتي والعلوي في نفس الوقت باستخدام مصفوفة طورية في كاليفورنيا 1957.